# Coluccio Salutati
Coluccio Salutati nebo Coluccio di Pierio di Salutati (16. února 1331 – 4. května 1406) byl italský politik, učenec, představitel renesančního humanismu a následovník Petrarky. Shromažďoval staré spisy, analyzoval je a vybavoval anotacemi.
Svým působením ovlivnil Poggia Braccioliniho a Leonarda Bruniho a probudil zájem o studium starověké řecké literatury. Na jeho podnět přišel roku 1396 do Florencie učit řečtinu Manuel Chrýsolorás.

## Dílo
- Invectiva (Invettiva), 1403
- De saeculo et religione (Il secolo e la religione), 1381
- De fato, fortuna et casu (Il fato, la fortuna e il caso), 1396-1399
- De nobilitate legum et medicinae (La nobiltà delle leggi e della medicina), 1399
- De tyranno (Il tiranno), 1400
- De laboribus Herculis (Le fatiche di Ercole), nedokončené